# Alianza Popular (Bolivia)
Alianza Popular (AP) es una alianza política boliviana de la izquierda populista liderada por el senador Andrónico Rodríguez. La alianza está conformada por los partidos políticos Movimiento Tercer Sistema (MTS), Partido Socialista Revolucionario (PSR) y Movimiento Autonomista por el Trabajo y la Estabilidad (MATE)
La alianza fue fundada para competir en las elecciones generales de Bolivia de 2025. Sus candidatos fueron elegidos en abril de 2025.

## Historia
El líder del Movimiento tercer sistema Félix Patzi, confirmó que el jueves 17 de abril logró inscribir ante el Tribunal Supremo Electoral (TSE) la alianza denominada Alianza Popular (AP) que está conformada por el partido que dirige y dos agrupaciones ciudadanas. 
Patzi invitó a Andrónico Rodríguez a ser candidato por la alianza popular, Andronico finalmente aceptó y le acompaña de binomio Mariana Prado, exministra de Evo Morales de Planificación del desarrollo.

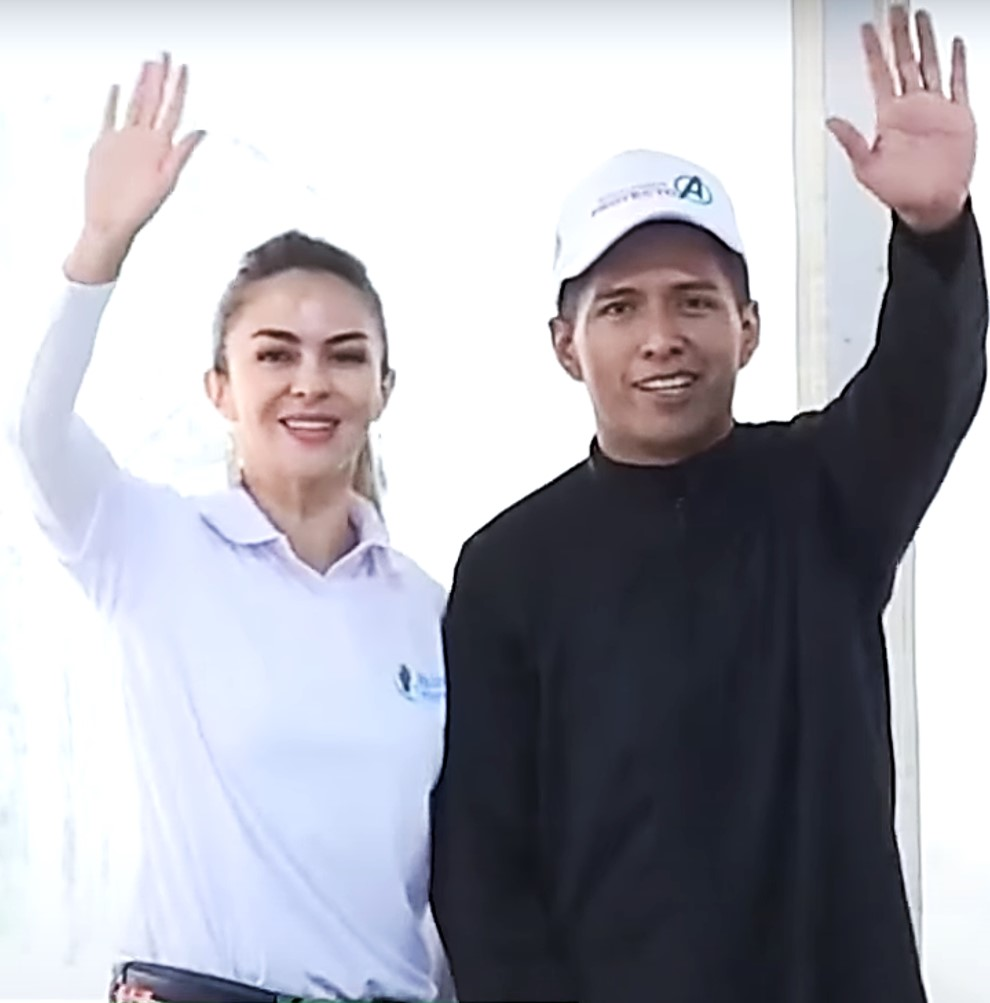
Andrónico y Mariana inscribiendo juntos su candidatura en el TSE.

El 3 de mayo de 2025, el exmilitante del MAS-IPSP, Andrónico Rodríguez anunció oficialmente en la ciudad de Oruro su candidatura a la Presidencia de Bolivia. Posteriormente, el 19 de mayo de 2025, en la ciudad de La Paz, Rodríguez presentó oficialmente ante toda la opinión pública del país a la exministra Mariana Prado Noya, quien sería la mujer que lo acompañaría como candidata a la vicepresidencia, señalando que decidió elegirla a ella por su experiencia y conocimientos financieros adquiridos cuando ocupó ya el alto cargo ministra de Estado de Bolivia entre 2017 y 2019 durante el tercer gobierno del presidente Evo Morales Ayma. En su presentación, Andrónico Rodríguez mencionó también que no "era un candidato del arcismo, ni de la derecha, ni del imperio" sino un candidato por una "mejor Bolivia".

## Resultados electorales

### Presidenciales
| Año  | Fórmula    | Fórmula             | Fórmula        | Fórmula        | Primera vuelta | Primera vuelta  | Primera vuelta | Resultado | Nota |
| Año  | Presidente | Presidente          | Vicepresidente | Vicepresidente | Votos          | %               | Posición       | Resultado | Nota |
| ---- | ---------- | ------------------- | -------------- | -------------- | -------------- | --------------- | -------------- | --------- | ---- |
| 2025 |            | Andrónico Rodríguez |                | Mariana Prado  | 415 611        | \| \| 8.22 % \| | (4°)           | No electo |      |
|      | 8.22 %     |                     |                |                |                |                 |                |           |      |

### Parlamentarias
| Año  | Votos   | %               | Legisladores | Legisladores | Posición | Nota |
| Año  | Votos   | %               | Senadores    | Diputados    | Posición | Nota |
| ---- | ------- | --------------- | ------------ | ------------ | -------- | ---- |
| 2025 | 415 611 | \| \| 8.22 % \| | 0/36         | 7/130        |          |      |
|      | 8.22 %  |                 |              |              |          |      |